# Ploaghe
Ploaghe ist eine italienische Gemeinde in der Metropolitanstadt Sassari auf der Insel Sardinien mit 4242 Einwohnern (Stand 31. Dezember 2023). Es liegt etwa 20 km von Sassari entfernt.
Auf ein vom 11. bis zum 16. Jahrhundert bestehendes Bistum der Stadt geht das Titularbistum Ploaghe der römisch-katholischen Kirche zurück.

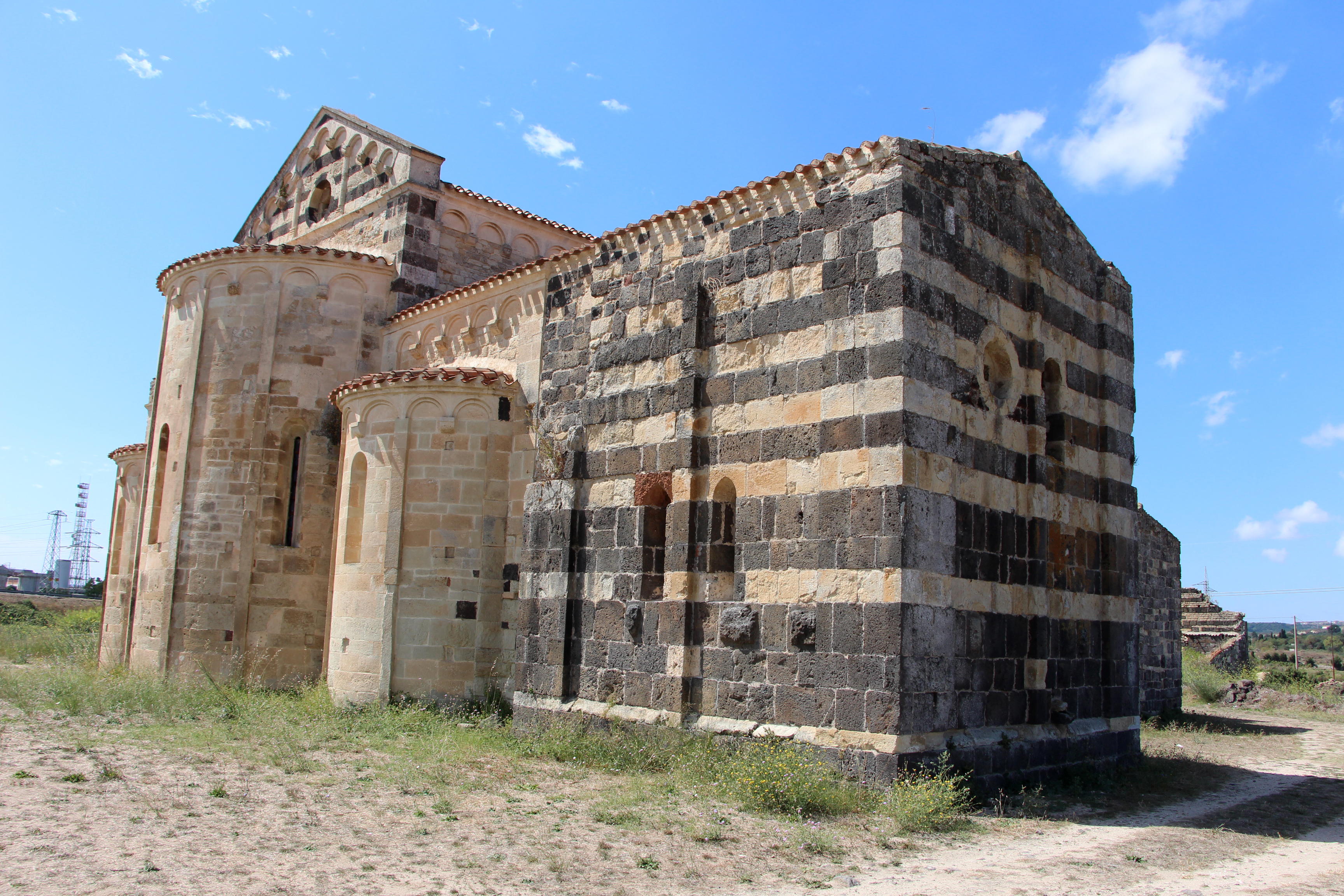
Kirche von San Michele di Salvenero

Ploaghe ist eine langgestreckte Ortschaft am Südhang des Monte San Matteo, einem erloschenen Vulkan im südlichen Logudoro. Die Pfarrkirche San Pietro des ehemaligen Bischofssitzes (1090–1525) ist Mittelpunkt eines beachtenswerten Gebäudekomplexes. In der Sakristei, die wie der Chor mit kunstvollem Holzmobiliar des 17. Jh. ausgestattet ist, hängt eine 1,7 × 1,6 m große Bildtafel des Meisters von Ozieri, vermutlich das einzige Überbleibsel eines großen Retabels der ehemaligen Kathedrale.
Neben der Kirche liegt der 1982 restaurierte Camposanto Vecchio mit zahlreichen Grabinschriften in logudorischem Dialekt, darunter etliche der Familie Spano (Ispanu); Ploaghe ist Heimat des Urvaters der Sardologen, des Kanonikus, Archäologen, Philologen, Schriftstellers und Sammlers Giovanni Spano (1803–1878).
Der Bahnhof Ploaghe liegt südwestlich an der Bahnstrecke Ozieri-Chilivani–Porto Torres Marittima.